# 奧斯特巴赫河 (埃爾瑟河支流)
52°11′59.23″N 8°36′6.67″E / 52.1997861°N 8.6018528°E
奧斯特巴赫河（德語：Ostbach），是德國的河流，位於該國西部，處於北萊茵-威斯特法倫州，屬於埃爾瑟河的左支流，河道全長10.2公里，流域面積12.5平方公里。